# Guatemala-Hirschmaus
Die Guatemala-Hirschmaus oder Guatemala-Weißfußmaus (Peromyscus guatemalensis) ist ein in Zentralamerika verbreitetes Nagetier in der Gattung der Weißfußmäuse. Sie ist eng mit der Mexikanischen Hirschmaus, der Großen Hirschmaus und der Chiapas-Hirschmaus (Peromyscus zarhynchus) verwandt.

## Merkmale
Diese große Hirschmaus erreicht eine Kopf-Rumpf-Länge von 124 bis 139 mm, eine Schwanzlänge von 125 bis 154 mm und ein Gewicht von 40 bis 68 g. Die Hinterfüße sind 29 bis 32 mm lang und die Länge der Ohren liegt bei 22 bis 25 mm. Typisch ist dunkles Fell auf der Oberseite, das von schwarzbraun oder graubraun zu den Flanken dunkel ockerfarben wird. Die Grenze zur hell gelbbraunen bis weißen Unterseite besteht oft aus einem orangebraunen Band. Allgemein hat das Fell eine wollige Textur mit langen Haaren. Der Kopf ist durch dunkle Augenringe gekennzeichnet, die sich zu einer Brille vereinigen können. Der wenig behaarte Schwanz kann völlig dunkel, unten heller oder unten gefleckt sein. Die ähnliche Chiapas-Hirschmaus lebt weiter landeinwärts und die Mexikanische Hirschmaus ist etwas kleiner mit kürzerem Fell.

## Verbreitung
Die Art lebt im westlichen Guatemala und im südwestlichen Bergland des angrenzenden mexikanischen Bundesstaates Chiapas. Sie hält sich zwischen 1300 und 3000 Meter Höhe auf. Die Individuen bewohnen Wolken- und Nebelwälder oder andere feuchte Bergwälder mit Eichen. Die Art meidet Kahlschläge und ähnliche Gebiete.

## Lebensweise
Die nachtaktive Guatemala-Hirschmaus bewegt sich vorwiegend auf dem Boden. Die Exemplare verstecken sich häufig unter abgefallenen Ästen och in Lufträumen zwischen Wurzeln. In Gefangenschaft gehaltene Individuen trommelten oft mit den Füßen auf dem Grund. Die meisten trächtigen Weibchen wurden zu Beginn der Regenzeit registriert.

## Gefährdung
Regional können sich Landschaftsveränderungen negativ auswirken. Im Verbreitungsgebiet gibt es verschiedene Schutzzonen und der Gesamtbestand gilt als stabil. Die IUCN listet die Guatemala-Hirschmaus als nicht gefährdet (least concern).